# Gaoussou Fofana
Gaoussou Fofana (Abidjan, 17 aprile 1984) è un calciatore ivoriano con cittadinanza francese, centrocampista svincolato.

## Carriera
Ha giocato nella massima serie dei campionati portoghese e cipriota.